# Geschichte der Bundesrepublik Deutschland (bis 1990)

Die vergrößerte Bundesrepublik seit dem 3. Oktober 1990, darüber die nach 1949 geteilten Gebiete:
• BR Deutschland (bis 1990),
• Berlin (→ Berlin-Frage),
• DDR (Beitritt 1990) und
• Saarland (Beitritt 1957, → Saarland 1947 bis 1956)

Die Geschichte der Bundesrepublik Deutschland bis 1990 behandelt die Geschichte des westdeutschen Staats von 1949 bis 1990. Auch wenn die Bundesrepublik die Wiedervereinigung mit der ebenfalls 1949 im Osten Deutschlands gebildeten Deutschen Demokratischen Republik 1990 staatsrechtlich ohne Bruch überdauert hat, geht die historische Forschung von einer politischen und gesellschaftlichen Zäsur zwischen der alten Bundesrepublik bis 1990 und der wiedervereinigten Bundesrepublik seit 1990 aus. Deren Geschichte wird unter Geschichte Deutschlands seit 1990 beschrieben.
Die Bundesrepublik Deutschland entstand nach der Niederlage des Deutschen Reiches im Zweiten Weltkrieg unter der folgenden Herrschaft der Besatzungsmächte in Nachkriegsdeutschland. Auf Veranlassung der Westalliierten wurde das Gebiet der westlichen Besatzungszonen (Trizone) mit dem Inkrafttreten des vom Parlamentarischen Rat ausgearbeiteten Grundgesetzes am 24. Mai 1949 staatlich neu organisiert. Das Grundgesetz als Verfassung beruht auf föderalen Traditionen und legt die freiheitlich-demokratische Grundordnung als Basis einer demokratischen, sozialen und rechtsstaatlichen Republik fest. Das mit der Überwindung der Kriegsfolgen einsetzende Wirtschaftswunder brachte weitgehende Vollbeschäftigung und Einkommenssteigerungen für breite Bevölkerungsschichten, während die NS-Vergangenheit zunächst weitgehend verdrängt wurde. Ab den 1960er-Jahren folgten Liberalisierungs- und Westernisierungsprozesse, die sich in der 68er-Bewegung manifestierten. Ab den 1970er-Jahren verschlechterte sich die wirtschaftliche Situation mit einer dauerhaften Sockelarbeitslosigkeit. Neue Soziale Bewegungen kamen auf, die in den 1980er-Jahren unter anderem Umwelt-, Anti-Atom- und Frauenthemen relevant machten. Das zunächst angespannte Verhältnis der in den Westen eingebundenen Bundesrepublik zur DDR im Kalten Krieg wurde durch die neue Ostpolitik entspannt und endete nach der friedlichen Revolution im Jahr 1989 durch die Herstellung der Einheit Deutschlands am 3. Oktober 1990.

## Ausgangssituation 1945

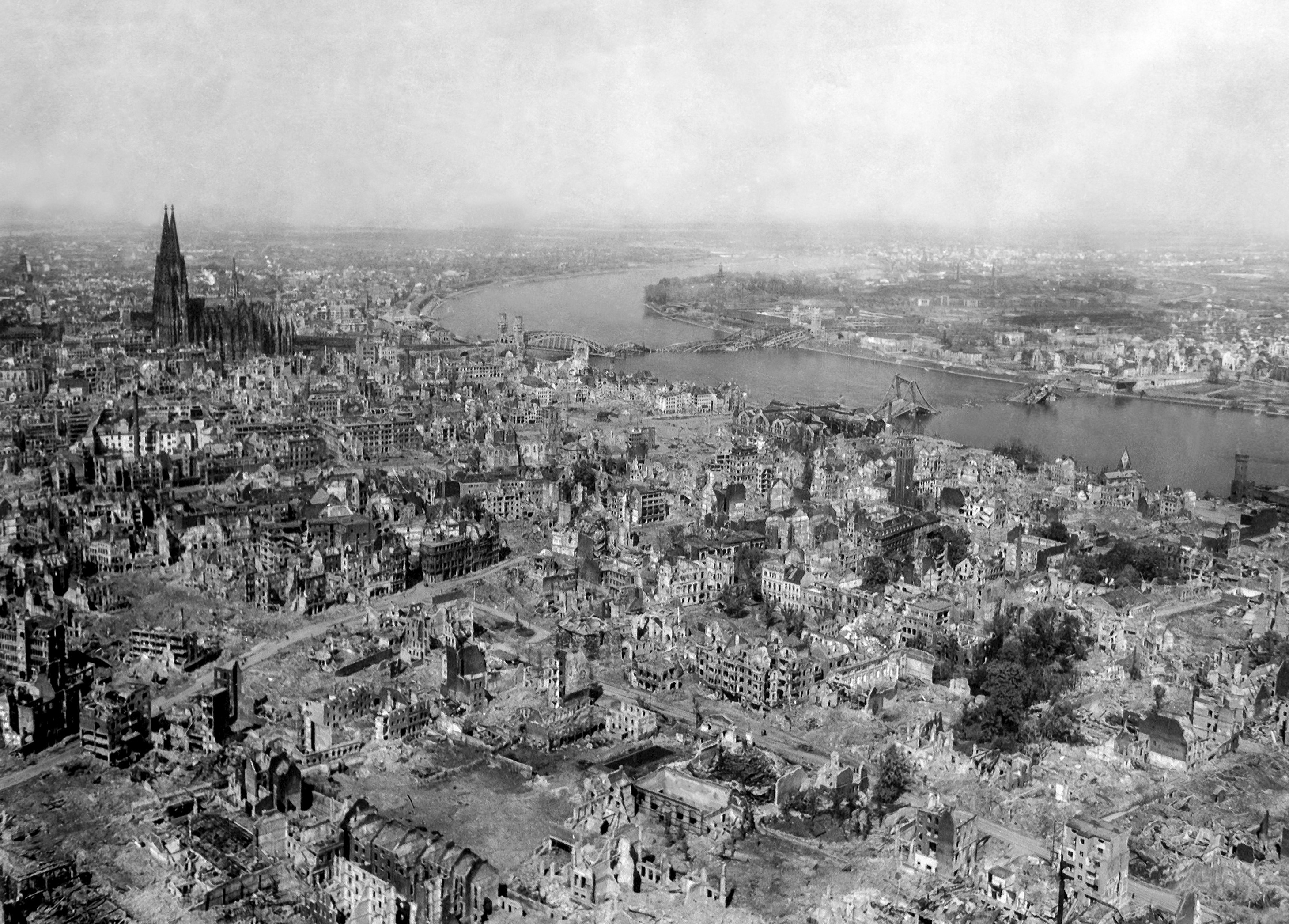
Köln 1945

Besetzte Gebiete der späteren Bundesrepublik Deutschland, Deutschen Demokratischen Republik und Berlins 1945, aber ohne die Ostgebiete des Deutschen Reiches unter fremder Verwaltung

Bei der bedingungslosen Kapitulation der Wehrmacht am 8. Mai 1945 standen US-amerikanische, britische und französische Truppen auf dem Gebiet Westdeutschlands, Thüringens sowie Teilen von Sachsen, des späteren Sachsen-Anhalts und Mecklenburgs und sowjetische Truppen auf dem Gebiet Ostdeutschlands einschließlich Berlins. Aufgrund von vorher getroffenen Absprachen zogen sich die Westalliierten im Juli 1945 auf das vertraglich festgelegte Gebiet im Westen zurück, im Gegenzug räumte die Sowjetunion den Westteil Berlins. So entstand neben den vier Besatzungszonen die von allen vier Mächten gemeinsam regierte Viersektorenstadt Berlin mit je einem sowjetischen, amerikanischen, britischen und französischen Sektor.
Auf der Potsdamer Konferenz im Juli/August 1945 beschlossen die drei Hauptsiegermächte Vereinigte Staaten von Amerika, Sowjetunion und Vereinigtes Königreich am 2. August 1945, die deutschen Ostgebiete jenseits der Oder-Neiße-Linie unter die Verwaltungshoheit der Sowjetunion und Polens zu stellen. Das restliche Gebiet des Deutschen Reiches innerhalb der Grenzen vom 31. Dezember 1937 teilten sie in Besatzungszonen auf. Frankreich, das erst auf der Konferenz von Jalta im Februar 1945 als vierte Siegermacht anerkannt worden war, aber an der Konferenz nicht teilgenommen hatte, stimmte dem Abkommen unter Vorbehalten zu.
Die Sowjetunion hatte bereits drei Monate zuvor die deutschen Ostgebiete mit der Ausnahme von Königsberg und Nord-Ostpreußen (heute Oblast Kaliningrad) zur Verwaltung an die spätere Volksrepublik Polen übertragen. Als Besatzungszone erhielt die Sowjetunion das Gebiet der späteren Deutschen Demokratischen Republik. Das Vereinigte Königreich beanspruchte das Gebiet des heutigen Schleswig-Holstein, Hamburg, Niedersachsen und Nordrhein-Westfalen. Die amerikanische Besatzungszone erstreckte sich über Bayern, Hessen, die nördlichen Teile von Württemberg und Baden. Als Hafenstadt kam Bremen mit Bremerhaven unter amerikanische Besatzung. Frankreich erhielt das spätere Rheinland-Pfalz, die südlichen Teile von Württemberg und Baden und das Saarland als Besatzungszone. Die vier Siegermächte teilten die ehemalige Reichshauptstadt Berlin in vier Sektoren auf.
Für ganz Deutschland hatte der Alliierte Kontrollrat mit Sitz in Berlin die höchste Regierungsgewalt inne; zuständig für Groß-Berlin war die dem Kontrollrat unterstellte Alliierte Kommandantur.
In den polnisch verwalteten Ostgebieten, der Tschechoslowakei und anderen ostmitteleuropäischen Ländern begann in der Folgezeit die systematische Vertreibung der deutschen Bevölkerung. Etwa 14 bis 16 Millionen Menschen wurden in die westlichen sowie in die Sowjetische Besatzungszone vertrieben oder mussten flüchten und belasteten die ohnehin schwierige Lage zusätzlich, bald bestand in einigen Gebieten ein Großteil der Bevölkerung aus Vertriebenen. In einzelnen Städten und Regionen überwog somit der Anteil aus der Gruppe von Zwangsumgesiedelten.
In Deutschland selbst war das Leben in den teils zerbombten Städten mangels Wohnraum sowie wegen Nahrungsmittelknappheit, zerstörter Infrastruktur, fehlender Stromversorgung und Brennstoffknappheit sehr schwierig. Weil viele Männer in Kriegsgefangenschaft waren, beseitigten Trümmerfrauen die Trümmer in den Städten. Stadtbewohner fuhren massenhaft bei so genannten Hamsterfahrten aufs Land, um gegen Sachgüter Lebensmittel einzutauschen. Die Reichsmark als amtliche Währung hatte wegen der weitgehenden Zwangsbewirtschaftung keinen realen Wert mehr, der Schwarzmarkt und der Handel mit Sachgütern blühte, US-amerikanische Zigaretten wurden zu einer Ersatzwährung. Wegen des Brennstoffmangels wurden zahlreiche Bäume abgeholzt und Kohlezüge geplündert. Lebensmittel waren nur über Lebensmittelmarken erhältlich oder wurden aus eigenem Anbau gewonnen.
Die Besatzungsmächte ordneten eine Entnazifizierung an, verboten die NSDAP und ihre Unterorganisationen und ließen alle nationalsozialistischen Symbole entfernen. Die Deutschen in den westlichen Besatzungszonen wurden systematisch anhand von Fragebögen auf ihre nationalsozialistische Vergangenheit untersucht. Allerdings gab es zahlreiche Möglichkeiten, sich auf dem Schwarzmarkt einen sogenannten „Persilschein“ zu besorgen. In den Behörden mussten zahlreiche Ämter neu besetzt werden (vielerorts mit Altnazis), auch viele Neulehrer wurden in wenigen Monaten für ihren Beruf ausgebildet. Am 14. November 1945 begann in Nürnberg der Prozess gegen die Hauptkriegsverbrecher; am 1. Oktober 1946 wurden 12 der 21 Hauptbeschuldigten (Angeklagten) zum Tode verurteilt. Daran anschließend gab es Folgeprozesse gegen andere Kriegsverbrecher.

## Besatzungszeit
Bis auf Bayern, Bremen und Hamburg entstanden die Länder Westdeutschlands 1946/47 durch Zusammenschluss vorher eigenständiger Länder und ehemaliger preußischer Provinzen. Die ersten freien Kommunal- und Landtagswahlen konnten in diesen Jahren abgehalten werden. Im Februar 1946 wurde in der Britischen Besatzungszone ein Zonenbeirat aus Vertretern von Parteien, Gewerkschaften und der Verwaltung zur Beratung der Militärregierung gebildet. Am 1. Dezember 1946 gab sich Hessen als erstes Land eine Nachkriegsverfassung. Der Artikel 41 der Hessischen Verfassung, der die Überführung der Betriebe der Schlüsselindustrien in Volkseigentum vorsah, wurde allerdings nie verwirklicht. Mit Konrad Adenauer als Vorsitzendem der CDU in der britischen Zone und Kurt Schumacher als Vorsitzendem der SPD traten im Frühjahr 1946 zwei wegweisende Personen auf den Plan. Im April 1946 nahmen die deutschen Gerichte wieder die Arbeit auf. Im August dieses Jahres begannen US-amerikanische Wohlfahrtsverbände mit der Lieferung von CARE-Paketen nach Westdeutschland und das GARIOA-Programm, um die Hungersnot zu lindern; im September 1946 gründete sich der RIAS in Berlin. Der US-Außenminister James F. Byrnes betonte in seiner Stuttgarter Rede vom 6. September 1946 seine positive Einstellung in der Deutschlandpolitik und kündigte einen Wandel in den deutsch-amerikanischen Beziehungen an. Er deutete auch eine fortdauernde Präsenz der Westalliierten in Deutschland an.
Am 1. Januar 1947 entstand mit der Vereinigung von US-amerikanischer und britischer Besatzungszone die Bizone. Ebenfalls in diesem Monat erschien erstmals das Magazin Der Spiegel. Der Alliierte Kontrollrat löste im Februar 1947 das Land Preußen auf, um so eine Rückwendung der Deutschen zu ihren militärischen Traditionen zu verhindern. Am 5. Juni 1947 lief der Marshallplan an, während in München eine gesamtdeutsche Ministerpräsidentenkonferenz zur wirtschaftlichen Zusammenarbeit der Länderregierungen zu keinem Ergebnis kam. Im Juli wurde ein Wirtschaftsrat des Vereinigten Wirtschaftsgebietes ohne Beteiligung der sowjetischen Besatzungszone gebildet, um das Wirtschaftsleben wieder in Gang zu bringen. Bei den Treffen der Gruppe 47 konnten die ersten Werke der Nachkriegsliteratur vorgestellt werden.
Mit dem Scheitern der Londoner Außenministerkonferenz im Dezember 1947 wurde der Graben zwischen den Westalliierten und der Sowjetunion unüberwindlich. In den Monaten Februar und März 1948 fand die Londoner Sechsmächtekonferenz mit den USA, Großbritannien, Frankreich, den Niederlanden, Belgien und Luxemburg statt, die über die Bildung eines westdeutschen Staates und den Brüsseler Pakt, ein Bündnis zur Wahrung westlicher Interessen gegen das Machtstreben der Sowjetunion, diskutierte. Aus Protest gegen die Beschlüsse verließ der sowjetische Gesandte am 20. März den Kontrollrat, welcher damit gescheitert war. 1949 regelten die Alliierten entsprechend dem Beschluss der sechs Mächte die deutsche Westgrenze gegenüber den Niederlanden, Belgien, Luxemburg, dem Saargebiet und Frankreich. Einige Grenzgebiete (Elten-, Selfkantgebiet) wurden den Niederlanden angegliedert, im Gegenzug verzichte die niederländische Regierung auf die Umsetzung des Bakker-Schut-Plans.
Ebenfalls im März 1948 begann Ludwig Erhard als Chef des „Wirtschaftsrates“ der Bizone seine Karriere in der späteren Bundesrepublik; zur gleichen Zeit wurde die Bank deutscher Länder, Vorgängerin der Bundesbank, gegründet.

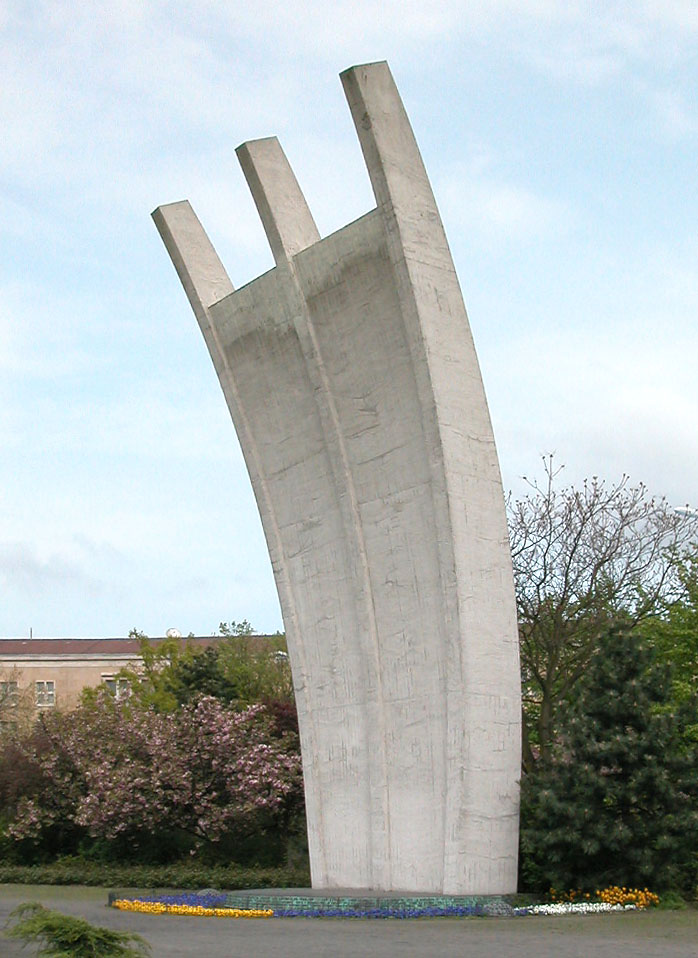
Luftbrückendenkmal in Berlin-Tempelhof, im Volksmund „Hungerharke“ oder „Hungerkralle“ genannt

Die mit der Währungsreform in Westdeutschland am 20. Juni 1948 verbundene Einführung der D-Mark, die in der SBZ und Berlin wenige Tage später mit der Einführung der DM-Ost beantwortet wurde, spaltete Deutschland endgültig in zwei Wirtschaftsräume. Im Unterschied zur SBZ bedeutete sie in den Westzonen zugleich das Ende der Zwangsbewirtschaftung und entzog damit dem dortigen Schwarzmarkt schnell die Grundlage. Nachdem die Sowjetunion in Berlin mit der Einführung der DM-Ost als einzige Währung gescheitert war, verhängte sie am 24. Juni 1948 die Berlin-Blockade über die Westsektoren, worauf die Westalliierten ab dem 26. Juni 1948 mit der Luftbrücke nach Berlin reagierten.

## Gründung der Bundesrepublik Deutschland 1949
Am 1. Juli 1948 übergaben die Militärgouverneure Frankreichs, des Vereinigten Königreiches und der USA den westdeutschen Ministerpräsidenten die Frankfurter Dokumente, Papiere, in denen sie ihre Vorstellungen zur Bildung eines westdeutschen Staates mitteilten. Daraufhin berieten sich die Länderchefs und fassten vom 8. bis 10. Juli 1948 die Koblenzer Beschlüsse, worin sie verdeutlichten, dass es keiner Staatsgründung, sondern lediglich einer Neuorganisierung Deutschlands bedurfte. Die Mitglieder einer verfassunggebenden Versammlung sollten von den Landtagen und nicht direkt gewählt werden. Vom 10. bis zum 23. August 1948 traf sich der Verfassungskonvent auf Herrenchiemsee zur Vorbereitung dieser Versammlung.
Am 1. September 1948 trat der 65-köpfige Parlamentarische Rat unter dem Vorsitz Adenauers im Zoologischen Forschungsmuseum Alexander Koenig in Bonn zusammen und arbeitete in den folgenden Monaten das Grundgesetz für die Bundesrepublik Deutschland aus. Im April 1949 beschlossen die drei Westmächte, die Militärregierungen in den zuvor zur Trizone vereinigten Westzonen durch eine Alliierte Hohe Kommission abzulösen und das Besatzungsstatut festzuschreiben. Am 8. Mai 1949 legten die Mitglieder des Parlamentarischen Rats das Grundgesetz vor. Am 10. Mai erörterte der Parlamentarische Rat die Frage des „vorläufigen Sitzes“ von Parlament und Regierung. Er entschied mit 33 zu 29 Stimmen zu Gunsten von Bonn gegen Frankfurt am Main. Weitere, vorher bereits ausgeschiedene Bewerber waren Kassel und Stuttgart. Einige Jahre später gaben einige Abgeordnete zu, im Sinne der Abstimmung beeinflusst worden zu sein. Ob in diesem Zusammenhang auch Bestechungsgelder geflossen waren, konnte der hierzu eingesetzte Untersuchungsausschuss des Deutschen Bundestages aber nicht klären. Am 12. Mai 1949 genehmigten die drei westlichen Militärgouverneure das Grundgesetz, vorbehaltlich der Bestimmungen des Besatzungsstatuts. Am gleichen Tag beendete die Sowjetunion die Berlin-Blockade.

„Ich würde bitten, in die Diskussion hereinzunehmen, dass wir uns heute einfach Bundesrepublik Deutschland nennen…
Mit dem Wort Deutschland geben wir dem Ganzen ein gewisses Pathos…“

Das Grundgesetz wurde von den Landtagen angenommen, ein Verfassungsreferendum war nicht vorgesehen. Nur Bayern verweigerte sich am 20. Mai 1949 mit 101 Gegenstimmen, weil es den Mangel an Föderalismus kritisierte, trotzdem akzeptierte der Freistaat die Gültigkeit der provisorischen Bundesverfassung auch für sich. Laut Art. 144 GG bedurfte es zur Rechtsverbindlichkeit des Grundgesetzes der Zweidrittelmehrheit „der deutschen Länder, in denen es zunächst gelten soll“. Der damalige Ministerpräsident Hans Ehard (CSU) verkündete am 13. Mai 1949 im Bayerischen Landtag, dass die Bayerische Staatsregierung das Grundgesetz ablehne, die Rechtsverbindlichkeit aber akzeptiere.
Das Grundgesetz trat nach seiner Verkündung mit Ablauf des 23. Mai 1949 in Kraft, als Bundesrecht gleichzeitig mit der Entstehung der Bundesrepublik mit Anbruch des 24. Mai 1949. Das Verfassungsgesetz der Bundesrepublik Deutschland ist von der überwiegenden Mehrheit der Bürger als rechtliche Grundordnung akzeptiert worden. Der 23. Mai wird allgemein als der Gründungstag der Bundesrepublik angesehen.
Der Aufbau der Bundesorgane begann am 14. August 1949 mit der ersten Wahl zum Deutschen Bundestag. Erstmals handelte damit das „Bundesvolk“, das höchste unmittelbare Bundesorgan. Die CDU/CSU erhielt 31,0 % der Stimmen, die SPD 29,2 % und die FDP 11,9 %. Insgesamt zogen elf Parteien in den Bundestag ein. Die konstituierenden Sitzungen von Bundestag und Bundesrat fanden am 7. September 1949 in Bonn statt (vgl. Art. 123 Abs. 1 GG). Alterspräsident Paul Löbe eröffnete die Bundestagssitzung und übergab die Leitung später an den gewählten Bundestagspräsidenten Erich Köhler. Der Bundesrat wählte den nordrhein-westfälischen Ministerpräsidenten Karl Arnold zum Vorsitzenden und damit zum Stellvertreter des Bundespräsidenten.

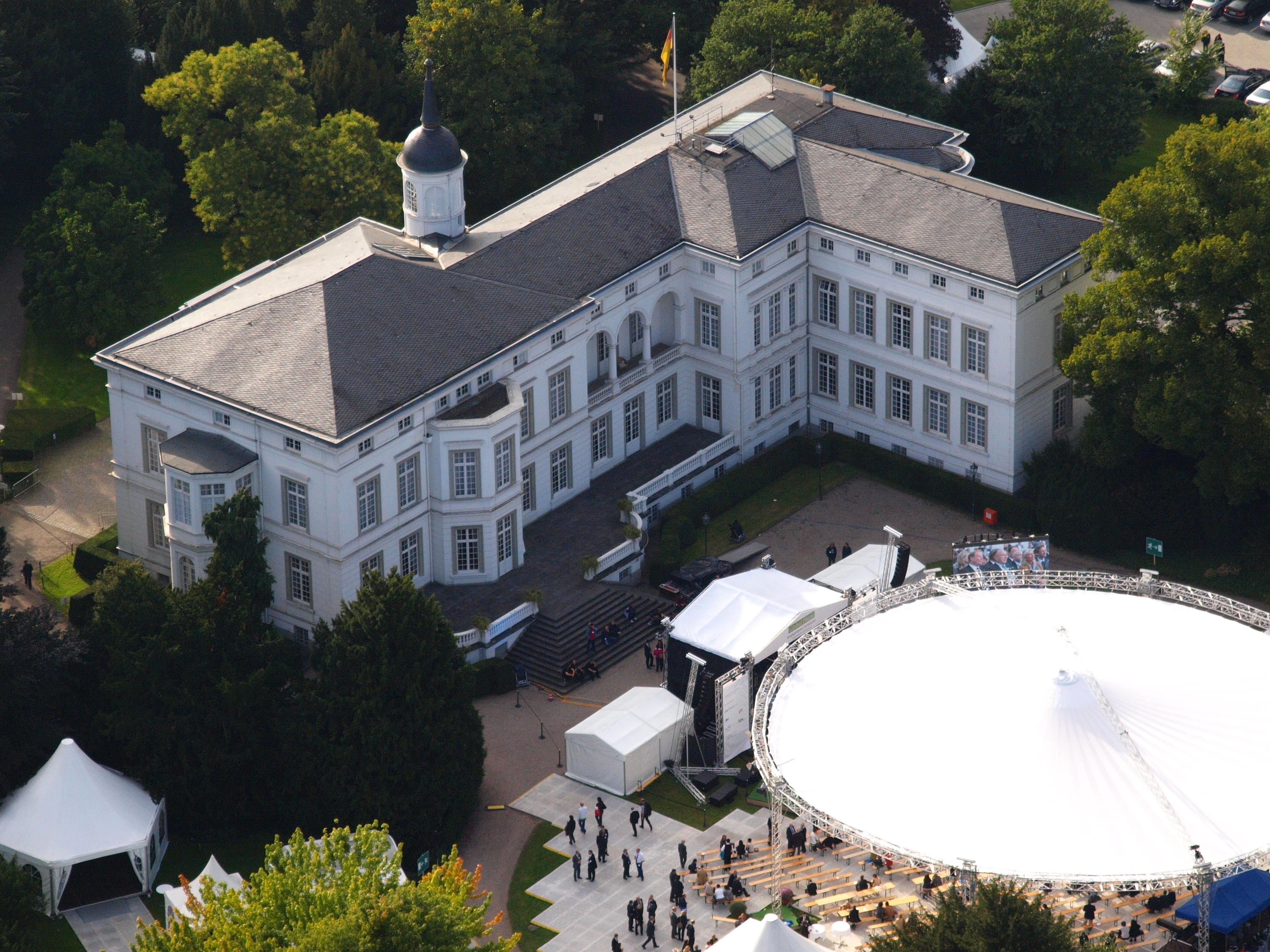
Palais Schaumburg – nach einem Entscheid des Bundeskanzlers Adenauer von 1949 bis 1976 erster Dienstsitz des Bundeskanzleramtes

Am 12. September 1949 wählte die Bundesversammlung Theodor Heuss (FDP) im zweiten Wahlgang zum Bundespräsidenten; sein stärkster Gegenkandidat war Kurt Schumacher (SPD). Am 15. September wählte der Deutsche Bundestag mit exakt der benötigten Mehrheit Adenauer zum Bundeskanzler. Dieser bildete eine Regierungskoalition aus CDU/CSU, FDP und Deutscher Partei. Ob die Bundesrepublik bereits mit dem Inkrafttreten des Grundgesetzes oder erst mit der Konstituierung ihrer Verfassungsorgane (also der ersten Bundestagssitzung) oder erst am 20. September 1949 mit dem Amtsantritt des Kabinetts Adenauer zu existieren begann, ist in der Forschung umstritten.

## Ära Adenauer (1949–1963)

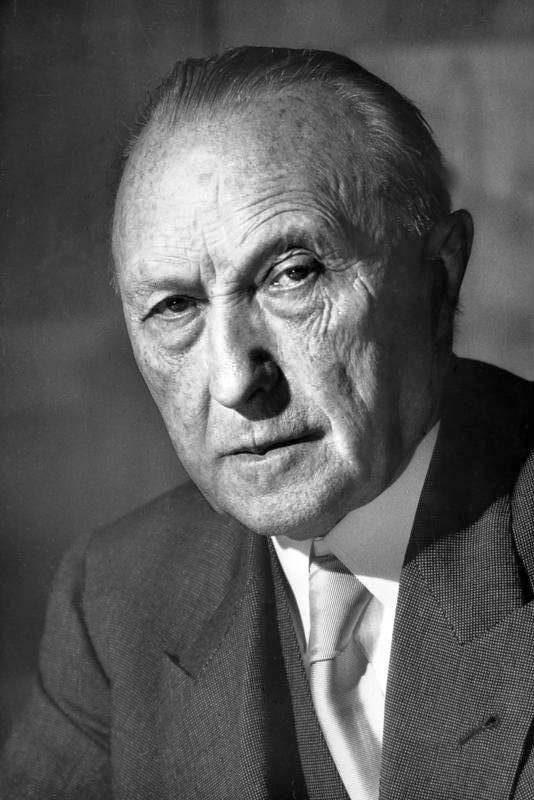
Konrad Adenauer

### Westorientierung
Konrad Adenauer betrieb in seiner Politik eine Westintegration der Bundesrepublik, was schon mit dem Petersberger Abkommen deutlich wurde, das er mit der Alliierten Hohen Kommission schloss. Vor allem seitens der SPD mit ihren Vorsitzenden Schumacher und später Erich Ollenhauer gab es heftige Kritik an dieser Richtungsentscheidung, weil eine „Zementierung“ der deutschen Teilung befürchtet wurde. Innerhalb der Regierungskoalition blieb die Politik ebenfalls nicht widerspruchslos. Bereits am 30. November 1949 erwog Adenauer die politische Durchsetzbarkeit eines deutschen Kontingentes für eine europäische Armee. Im Oktober 1950 trat Bundesinnenminister Gustav Heinemann aus Protest gegen die geplante Wiederbewaffnung und den Führungsstil Adenauers zurück.
Das seit der Gründung der Bundesrepublik eingerichtete Vertriebenenministerium regelte bis 1969 ein Wohnungsbauprogramm und den Lastenausgleich, den eine Vermögensabgabe besitzender Bundesdeutscher finanzierte. Von den über zwölf Millionen Deutschen, die zwischen 1944/1945 und 1950 von Flucht und Vertreibung betroffen gewesen waren, siedelten sich etwa acht Millionen in den westlichen Besatzungszonen an.
Am 1. März 1950 berichtet der Ausschuss für das Besatzungsstatut und Auswärtige Angelegenheiten in seiner 10. Sitzung, dass die Bundesrepublik Deutschland von 1. Oktober 1948 bis zum 30. September 1949 rund 4491,5 Millionen DM an die alliierten Besatzungsmächte gezahlt hat, was fast 50 Prozent der gesamten Bundeseinnahmen (8750 Millionen DM) entsprach. Für jeden Bundesbürger bedeutete dies einen Anteil von 95,46 DM, was fast einem durchschnittlichen Monatslohn gleichkam.
Am 24. Mai 1950 ernannte Bundeskanzler Adenauer General a. D. Gerhard Graf von Schwerin zu seinem ständigen Berater in militärischen und Sicherheitsfragen.
Am 26. Oktober 1950 folgte die Ernennung von Theodor Blank (CDU) zum Beauftragten des Bundeskanzlers für die mit der Vermehrung der alliierten Truppen zusammenhängenden Fragen. Blank berief hierzu die ehemaligen Generäle der Wehrmacht Adolf Heusinger und Hans Speidel als militärische Berater. Das „Amt Blank“ wurde zur Keimzelle des späteren Verteidigungsministeriums.
1952 machte Josef Stalin den Vorschlag, Deutschland als ein neutrales Land wieder zu vereinigen. Die Stalin-Noten sorgten für Irritationen, wurden aber seitens der Westmächte abgelehnt, weil man eine Vereinnahmung von ganz Deutschland durch die Sowjetunion befürchtete. 1954 folgte eine ergebnislose Außenministerkonferenz der Vier Mächte in Berlin über die Wiedervereinigung (der Brite Anthony Eden, der Amerikaner John Foster Dulles, der Franzose Georges Bidault und Wjatscheslaw Molotow für die Sowjetunion; 25. Januar bis 18. Februar 1954).
1951 war das Auswärtige Amt wieder errichtet und der Bundesgrenzschutz gegründet; die Bundesrepublik wurde Mitglied im Europarat. 1952 einigten sich Adenauer und Heuss in einem Briefwechsel auf das Hoffmann-Haydn’sche Lied als deutsche Nationalhymne. Heuss ließ sich zunächst Zeit mit der präsidialen Entscheidung, teilte dann aber im Bulletin der Bundesregierung im Mai 1952 mit, dass bei staatlichen Anlässen die dritte Strophe des Deutschlandliedes gesungen werden solle.
Im April 1952 entstand das Bundesland Baden-Württemberg.
Die Westbindung schritt voran. 1952 entstand der Deutschlandvertrag, und der EVG-Vertrag wurde unterzeichnet. Die Verteidigungsgemeinschaft scheiterte aber 1954. Am 23. Juli 1952 trat auch die am 18. April 1951 gegründete Montanunion in Kraft, die sich als Keimzelle der europäischen Einigung erweisen sollte; mit ihr endete die internationale Kontrolle über das Ruhrgebiet.
Im September 1952 wurde mit Israel das Luxemburger Abkommen zur Entschädigung von NS-Opfern unterzeichnet. Im Oktober 1952 verbot das Bundesverfassungsgericht die rechtsradikale Sozialistische Reichspartei (SRP), im August 1956 erfolgte das KPD-Verbot. Dies blieben die einzigen Parteiverbote in der Bundesrepublik. Bei der Bundestagswahl im September 1953 konnte die CDU dazugewinnen und Theodor Heuss 1954 als Bundespräsident wiedergewählt werden. Ab 1954 wurde in der Bundesrepublik der 17. Juni als „Tag der deutschen Einheit“ begangen; Anlass war der 17. Juni 1953, der Tag des Volksaufstandes in der DDR.
Nach dem Scheitern der Europäischen Verteidigungsgemeinschaft wurde die Bundesrepublik im Mai 1955 in die NATO aufgenommen und trat der WEU bei.

### Deutsche Teilung und Ost-West-Konflikt
Mit der Aufhebung des westalliierten Besatzungsstatuts wurde die Bundesrepublik Deutschland am 5. Mai 1955 souverän. Diese Souveränität beschränkte sich auf den Geltungsbereich des Grundgesetzes, das heißt, die Alliierten behielten ein Vorbehaltsrecht über Deutschland als Ganzes und die Viersektorenstadt Berlin. Es kam nicht zu freien Wahlen in ganz Deutschland. Es folgten die Pariser Verträge, inklusive westlichen Deutschlandvertrages, und die staatliche Souveränität der DDR. Am 25. Januar 1955 erklärte die Sowjetunion einseitig den Kriegszustand mit Deutschland für beendet. Ein gutes halbes Jahr später verkündete der Generalsekretär der KPdSU, Nikita Chruschtschow, am 26. Juli auf einer Kundgebung in Ost-Berlin die sowjetische Zwei-Staaten-Theorie, die von zwei deutschen Staaten ausgeht, deren Wiedervereinigung ihre eigene Sache sei (siehe auch Molotow-Plan).

Bundesrepublik (blau), Berlin (gelb) und DDR ohne Ost-Berlin (rot). Stand von 1963 (d. h. mit Saarland und dem Selfkant) bis 1990

Ein wichtiges politisches Thema der Folgezeit war der Alleinvertretungsanspruch der Bundesrepublik für Deutschland in den Grenzen von 1937. Die Bundesrepublik erkannte die DDR als Staat nicht an und unterhielt keine diplomatischen Beziehungen zu deren Verbündeten. Nachdem Adenauer aber im September 1955 nach Moskau gereist war, wo er die Freilassung der letzten Kriegsgefangenen aus sowjetischen Lagern gegen Aufnahme diplomatischer Beziehungen erreichte, bedurfte die bundesdeutsche Politik einer Klarstellung. Dies leistete die Hallstein-Doktrin, die besagte, dass die Bundesrepublik Deutschland mit jedem Staat, der die DDR diplomatisch anerkannte, jene Beziehungen beenden sollte. Sie wurde erstmals 1957 in Bezug auf Jugoslawien angewendet. Die Doktrin verlor erst Ende der 1960er-Jahre ihre Bedeutung.
Gegen die Wiederbewaffnung gab es massive Widerstände und Bedenken quer durch alle Gesellschaftsschichten. Faktisch wirkte sich eine Ohne mich-Verweigerungshaltung jedoch kaum aus. Die Resonanz der Anti-Atomwaffen-Bewegung und des Pazifismus blieb begrenzt. Bei der Gründung der Bundeswehr wurde gleichzeitig die Möglichkeit eröffnet, den Wehrdienst zu verweigern und stattdessen Zivildienst zu leisten. Die Akzeptanz der erstmals in der deutschen Militärgeschichte möglichen Kriegsdienstverweigerung war anfangs gering; Vorhaltungen gingen in Richtung kommunistische Infiltration bzw. „Drückebergerei“. Viele ehemalige Wehrmachtsoffiziere erhielten aufgrund ihrer Erfahrung Karrieremöglichkeiten in der neuen Armee. Das Verschweigen der NS-Vergangenheit von Angehörigen der Bundeswehr wie auch vieler anderer führender Männer in Staat, Parteien, Verwaltung und Justiz sollte später eine große Belastung für die bundesrepublikanische Gesellschaft werden. Im April 1956 ging aus der früheren Organisation Gehlen der Bundesnachrichtendienst hervor. Erster Verteidigungsminister wurde Theodor Blank, der später von Franz Josef Strauß, dem früheren Minister für Atomfragen, abgelöst wurde. Dessen Bestrebungen, die Bundeswehr auch mit Atomwaffen in deutscher Kontrolle auszurüsten, scheiterten nach einigen Jahren.

### Europäische Integration
Die internationale Gemeinschaft hielt sich mit offiziellen Kontakten zu Deutschland noch zurück, so wurde der Bundespräsident erst 1956 durch einen Vorstoß Griechenlands zu einem Staatsbesuch eingeladen. Heinrich von Brentano, der damalige Bundesaußenminister, nahm die euphorische Stimmung und herzliche Begrüßung der dortigen Bevölkerung zum Anlass, Abkommen im Bereich Kultur und Erziehung abzuschließen und somit bilaterale Beziehungen auf Ministerebene einzuläuten. Ausländische Botschafter blieben dem offiziellen Empfang demonstrativ fern, es folgte jedoch eine Einladung der Türkei, der sich Theodor Heuss wie zu Griechenland persönlich verbunden fühlte.
Im aus der französischen Besatzungszone ausgegliederten und einer französischen Militärbehörde unterstellten Saarland wurde der Wunsch nach einem Anschluss an die Bundesrepublik bei der Landtagswahl 1952 deutlich, auch wenn die Parteien einen Anschluss nicht fordern durften. Adenauer versuchte das bisher ausgeklammerte Problem der saarländischen Sonderstellung zugunsten von Frankreich zu lösen, die Saarländer lehnten das Saarstatut jedoch in einer Volksabstimmung deutlich ab. Im weiteren Verlauf lenkten sowohl Adenauer als auch die Franzosen ein, der Vertrag von Luxemburg ermöglichte den zum Jahresbeginn 1957 wirksamen Beitritt des Saarlandes zur Bundesrepublik, wobei dies zunächst noch Zollausland blieb. Die wirtschaftliche Eingliederung in Form der zollrechtlichen Eingliederung und des Ersatzes des Franc durch die Deutsche Mark erfolgte am 6. Juli 1959.
Mit den Römischen Verträgen wurde am 25. März 1957 die EWG, Vorgängerorganisation von EG und EU, ins Leben gerufen, die Bundesrepublik war Gründungsmitglied. Am 13. März 1957 gab das US-amerikanische Hauptquartier in der Bundesrepublik die Ausrüstung der US-Streitkräfte mit Nuklearwaffen bekannt.
Bei der Bundestagswahl 1957 erhielten CDU/CSU erstmals und bisher einmalig die absolute Mehrheit im Bundestag. Adenauer zog 1959 eine Kandidatur als Bundespräsident in Betracht, die er dann aber verwarf. Im Juli 1959 wurde schließlich der frühere CDU-Landwirtschaftsminister Heinrich Lübke zum Bundespräsidenten gewählt. Im November 1959 streifte die SPD im Godesberger Programm ihr Selbstbildnis einer Arbeiterpartei ab und wandelte sich zu einer Volkspartei.
Um die Flucht aus der DDR in die Bundesrepublik zu stoppen, ließ die DDR-Regierung am 13. August 1961 das Gebiet der Westsektoren Berlins mit dem Bau der Berliner Mauer abriegeln. Die Westmächte protestierten lediglich verhalten, da dies keine Verletzung ihrer Rechte in Berlin darstellte. US-Präsident John F. Kennedy sagte zwei Jahre später, bei seiner Berliner Rede im Juni 1963, den berühmten Satz „Ich bin ein Berliner“.
Auf Basis des Hollandvertrags gaben die Niederlande am 1. August 1963 den Selfkant, Elten und weitere kleinere Gebiete, insgesamt 69 km² Fläche, gegen Zahlung von 280 Millionen DM an die Bundesrepublik Deutschland zurück.
Die Vielfalt in der Parteienlandschaft hatte sich zugunsten der CDU verringert, die Vertriebenenpartei (Gesamtdeutscher Block/Bund der Heimatvertriebenen und Entrechteten, kurz BHE) war gespalten, und Abgeordnete der DP traten 1960 zur CDU über. Bei den Bundestagswahlen im September 1961 verlor die Union aus CDU und CSU ihre absolute Mehrheit, bildete aber weiterhin die Regierung. Erstmals waren im Bundestag neben den Unionsparteien nur noch zwei andere Parteien vertreten, die SPD und die FDP, was für den deutschen Parlamentarismus auf Bundesebene kennzeichnend in den nächsten beiden Jahrzehnten sein sollte. Im Oktober 1962 stürzte Verteidigungsminister Strauß über die Spiegel-Affäre. Im Januar 1963 erreichte mit dem Élysée-Vertrag die Aussöhnung der bisherigen „Erbfeinde“ Deutschland und Frankreich ihren formellen Höhepunkt. Frankreich ist seither wichtigster Partner der deutschen Außenpolitik.
Schon 1961 hatte der 85-jährige Adenauer erklärt, keine volle Legislaturperiode mehr im Amt bleiben zu wollen. Trotz Querelen zwischen Adenauer und Wirtschaftsminister Ludwig Erhard bestimmte die CDU diesen im April 1963 zum Nachfolger als Bundeskanzler. Adenauer trat am 15. Oktober 1963 von seinem Amt zurück.

## Wirtschaftswundergesellschaft
Nachdem in der amerikanischen und britischen Besatzungszone im Jahr 1947 damit begonnen wurde, die kriegszerstörte Verkehrsinfrastruktur wiederherzustellen, stieg ab Herbst 1947 die Produktion stark an, die Versorgungslage der Bevölkerung besserte sich jedoch noch nicht, da in Erwartung einer Währungsreform in großem Umfang auf Lager produziert wurde. Nach der Währungsreform von 1948 waren die Läden dann prall gefüllt. In der Folgezeit kam es zu der sogenannten (volkswirtschaftlichen) „Durchbruchskrise“, die Lebenshaltungskosten stiegen schneller als die Stundenlöhne, und die Arbeitslosigkeit stieg von 3,2 % bis Anfang 1950 auf 12,2 %. Die Situation auf dem Arbeitsmarkt entspannte sich im Zuge des weltweiten Wirtschaftsbooms infolge des Koreakrieges schnell wieder. Westdeutschland erhielt zudem Marshallplan-Hilfen. Die Arbeitslosigkeit im Nachkriegsdeutschland ging weit zurück, bis schließlich 1962 die Vollbeschäftigung erreicht war. Der steigende Bedarf an Arbeitskräften wurde anfangs durch den Flüchtlingsstrom aus der DDR gedeckt; als dieser mit dem Mauerbau abbrach, wurden Gastarbeiter vor allem aus Südeuropa und der Türkei angeworben. Der wirtschaftliche Aufschwung und die Hochkonjunktur der 1950er- und 60er-Jahre wird als Wirtschaftswunder bezeichnet. Dieses war Teil des weltweiten Nachkriegsbooms.
Nachdem der Bedarf nach Grundnahrungsmitteln gedeckt war – die Lebensmittelkarten wurden 1950 abgeschafft –, entstand erstmals wieder ein Absatzmarkt für Feinkostartikel. Anschließend wurde die Nachfrage nach Bekleidung gestillt („Fresswelle“, „Edelfresswelle“ und „Bekleidungswelle“). Ab den 1960er-Jahren begann die Verdrängung der „Tante-Emma-Läden“ durch Supermärkte mit breitem Sortiment. Der steigende Wohlstand förderte den Übergang vom Verkäufermarkt zum Käufermarkt und die Bedeutung der Werbung nahm stark zu. Der Tourismus entwickelte sich, auch durch die steigende Zahl von Urlaubstagen und Verkürzung der Arbeitszeit. Waren anfangs nur innerdeutsche Urlaubsziele gefragt, so stieg bei steigendem Wohlstand auch die Beliebtheit von Zielen im europäischen Ausland, z. B. Italien.

D-Schild

Anfang der 1950er-Jahre fuhren die meisten Bundesbürger noch mit Fahrrad, Bus und Bahn. Zunehmend wurden Motorräder populär und in den 1960er-Jahren stiegen die Verkaufszahlen der nun massenhaft produzierten Automobile stark an. Der VW Käfer wurde so zum Symbol des deutschen Wirtschaftswunders. Im Neu- und Wiederaufbau der Städte orientierte man sich in der Bundesrepublik überwiegend an der Charta von Athen (CIAM) von 1933. Im Ergebnis folgte der Wiederaufbau dem Leitbild der autogerechten Stadt. Wohnen und Gewerbe wurden damit häufig voneinander getrennt. Fortan wurden auch zahlreiche suburbane Satellitenstädte („Schlafstädte“) geplant. Diese ineffiziente Art der Stadtentwicklung wurde bereits früh als schwerer Missstand erkannt, aber dennoch über Jahrzehnte beibehalten.
In der Landwirtschaft verdrängten große Agrarbetriebe mit ihrer modernen Technik kleine Landwirtschaftsbetriebe. Diese Entwicklung wurde auch durch die Flurbereinigung und die Agrarpolitik in der EWG begünstigt. Mit der vollen Ausbildung der später sogenannten zweiten industriellen Revolution erreichte Mitte der 1960er-Jahre der Anteil der Industriearbeiterschaft an den Beschäftigten einen historischen Höchststand.
Die Frauen wurden rechtlich besser gestellt, trotzdem war ihre Haupttätigkeit weiterhin die der Hausfrau und Mutter.
Aus Protest gegen den „Wohlstandsmief“ der Erwachsenen entwickelte die Jugend eine eigene Kultur, die sich vor allem im Rock ’n’ Roll ausdrückte. Idole der Zeit waren James Dean, Marlon Brando und Elvis Presley. Erstmals in der Geschichte stand einer breiten jugendlichen Altersgruppe, verursacht durch den steigenden Wohlstand, Kaufkraft zur Verfügung: sie wurde für Konsumgüter, Kleidung und Mobilität verausgabt und nicht zuletzt von einer neu entstehenden Popkultur abgeschöpft.
Da nach wie vor der Wohlstand sehr ungleich verteilt war und es eine hohe Anzahl von Sozialhilfeempfängern gab, versuchte die Bundesregierung, soziale Missstände abzubauen; dementsprechend stieg der Anteil der Sozialausgaben am Bundeshaushalt enorm an. Dennoch waren vor allem kinderreiche Familien, Arbeitslose und Rentner benachteiligt. 1956 wurde die Arbeitslosenhilfe, 1957 die dynamische Rente eingeführt, um die Einkommenssituation der Arbeitslosen zu verbessern sowie durch Anpassung der Einkommen der Rentner an die allgemeine Einkommensentwicklung der übrigen Bevölkerung die Rentner am Wirtschaftswunder teilhaben zu lassen und die Altersarmut zu bekämpfen. Ebenso dienten Maßnahmen wie das Mutterschaftsschutzgesetz und die Einführung des Kindergeldes diesem Zweck. Der Wohnungsbau spielte in der Nachkriegszeit eine bedeutende Rolle. Durch schnell steigende Löhne kam auch zunehmend die breite Masse der Arbeiter in den Genuss der wirtschaftlichen Entwicklung. 1961 wurde mit dem Bundessozialhilfegesetz die Sozialhilfe eingeführt.
1950 wurde die Arbeitsgemeinschaft der öffentlich rechtlichen Rundfunkanstalten der Bundesrepublik Deutschland (ARD) gegründet. Am 25. Dezember 1952 erschien das erste Fernsehtestprogramm. Verschiedene Spielfilme waren in der Anfangszeit des Fernsehens wahre „Straßenfeger“. Aber auch die Eigenproduktionen erfreuten sich wachsender Beliebtheit, vor allem Durbridge-Filme wie Das Halstuch und Tim Frazer erreichten Einschaltquoten um 90 Prozent. 1963 nahm durch den Rundfunkstaatsvertrag das Zweite Deutsche Fernsehen (ZDF) seinen Betrieb auf. 1967 wurde das Farbfernsehen in der Bundesrepublik eingeführt.
Kinobesuche waren ein beliebter Zeitvertreib. Man wollte die Vergangenheit vergessen und das Leben unbeschwert genießen, und so erhielt der Heimatfilm großen Zuspruch beim Publikum. Eine prägende Figur in Film und Fernsehen war Heinz Erhardt. Der 1951 gedrehte Film Die Sünderin wurde wegen angeblicher Glorifizierung von Prostitution, Sterbehilfe und Suizid zum Skandal. 1957 wurde die Prostituierte Rosemarie Nitribitt ermordet. Der 1958 über diesen Mord gedrehte Film verstand sich auch als Gesellschaftskritik. Rowohlts Rotations Romane (rororo) erschienen 1950 als Taschenbücher und revolutionierten wegen ihres günstigen Preises den Büchermarkt.
Der WM-Titel der deutschen Elf bei der Fußball-Weltmeisterschaft 1954 in der Schweiz hob das deutsche Selbstwertgefühl und begründete die Fußballbegeisterung – das „Wunder von Bern“ ging in die Geschichte ein. Von 1952 an gab es in der Bundesrepublik eine neunjährige Schulpflicht. Der Glaube an den ungebremsten Fortschritt und die Wissenschaft war noch ungebrochen. Die friedliche Nutzung der Kernenergie wurde als Lösung für das Energieproblem angesehen. Das Kernkraftwerk Kahl wurde zur kommerziellen Stromerzeugung als erster deutscher Kernreaktor (nach dem Forschungsreaktor München 1957) gebaut und lieferte ab Juni 1961 Strom ans Netz. Bei der Sturmflut 1962 in Hamburg bewährte sich der damalige Senator der Polizeibehörde und spätere Bundeskanzler Helmut Schmidt als Krisenmanager. Bei dem Grubenunglück von Lengede wurden nach zwei Wochen Suche am 7. November 1963 elf nach einem Wassereinbruch eingeschlossene Bergarbeiter lebend gerettet.

## Ludwig Erhard, Große Koalition und 68er-Bewegung
Der neue Bundeskanzler Ludwig Erhard (seit 1963) wurde von der Bevölkerung mit dem Erfolg der Sozialen Marktwirtschaft in Verbindung gebracht. In der Sozialpolitik z. B. bei der Rentenreform 1957 war Erhard nicht immer auf der Linie von Adenauer und insbesondere ein erklärter Gegner des durchgesetzten Umlagesystems der Rentenversicherung. Bei der Wahl des deutschen Bundespräsidenten 1964 wurde Heinrich Lübke auch mit den Stimmen der SPD wieder gewählt, die keinen eigenen Kandidaten aufstellte. Dies gilt als ein Schritt hin zur Großen Koalition. Die Bundestagswahl 1965 bestätigte die Koalition von CDU/CSU und FDP und damit die Kanzlerschaft Ludwig Erhards, der jedoch recht schnell an Ansehen verlor. Es wurde deutlich, dass die Jahre des Wirtschaftswunders vorbei waren. 1965 waren 45 Prozent der Beschäftigten Westdeutschlands Fabrikarbeiter, mehr als je zuvor in der Geschichte. Von da an trat der Wandel ein: weniger Hauptschüler, weniger Industriearbeiter, der Dienstleistungssektor wächst seither zunehmend. Ab 1966 geriet die Bundesrepublik in eine Rezession mit erhöhter Arbeitslosigkeit. Dazu kam der Umstand, dass die Kohle aus dem Ruhrgebiet durch das billigere Erdöl ihre Bedeutung als wichtiger Energielieferant zunehmend verlor. Es kam zu Zechenschließungen und einem langsamen Strukturwandel im Ruhrgebiet in den späten 1960er- und den 1970er-Jahren. Erhard weigerte sich, eine aktive Konjunkturpolitik zu betreiben, weil dies seinem Konzept der Sozialen Marktwirtschaft widersprach. Auch die Starfighter-Affäre, verschiedene Abstürze der technisch noch unausgereiften Jagdflugzeuge und die Verwicklungen bei seinem Kauf, belastete die Regierung. Die FDP entfernte sich allmählich programmatisch von der CDU. Schließlich erklärte Ludwig Erhard am 30. November 1966 seinen Rücktritt als Bundeskanzler. Vorausgegangen waren das Scheitern von neuen Koalitionsverhandlungen mit der FDP und das Zusammengehen mit der SPD zur Großen Koalition.
Nach dem Eichmann-Prozess 1961 und den 1963 beginnenden Auschwitzprozessen beschäftigte 20 Jahre nach Kriegsende die Verjährungsdebatte um die Verbrechen der nationalsozialistischen Diktatur die Gemüter. Nach damaligem Strafrecht verjährten diese Morde 1965. Um dies zu verhindern, versuchte man ab 1964 vor allem aus Osteuropa verstärkt Belastungsmaterial zu beschaffen. Da abzusehen war, dass die Zeit für die Anklageerhebungen nicht ausreichte, einigte man sich nach langen Debatten, die Verjährung auf das Jahr 1969 festzulegen, 20 Jahre nach Gründung der Bundesrepublik Deutschland. Die Auseinandersetzung mit der nationalsozialistischen Vergangenheit wurde erst jetzt in nennenswertem Umfang thematisiert. Auch sorgten die Wahlerfolge der rechtsradikalen NPD in verschiedenen Landesparlamenten international für Befürchtungen eines erneuten Abgleitens Deutschlands in den Nationalismus. 1969 wurde vom Bundestag zunächst die Verjährungsfrist für Völkermord aufgehoben, 1979 dann generell für Mord.
Ein weiteres Thema der Zeit war der Bildungsnotstand. Überfüllte Hörsäle und Kritik an dem bestehenden Schulsystem führten 1965 zu einer Großdemonstration der Schüler und Studenten „Gegen den Bildungsnotstand“ in etwa 30 Städten mit über 200.000 Teilnehmern und danach zur Bildung eines nationalen Bildungsrates. Aber erst die sozialliberale Regierung (Kabinett Brandt I) sollte eine Bildungsreform anstreben. 1967 wurde erneut gegen den Bildungsnotstand in Westdeutschland demonstriert, nun aber weiteten sich die Themen des Protestes gegen Notstandsgesetze und Vietnamkrieg aus.
Im Juni 1966 wurde der Kindermörder Jürgen Bartsch verhaftet, in der Folgezeit entflammte die Debatte um eine Wiedereinführung der Todesstrafe.
Der Großen Koalition unter Bundeskanzler Kurt Georg Kiesinger gelang es mit einer energischen Wirtschaftspolitik, die Rezession zu stoppen. Maßnahmen dazu waren das Stabilitäts- und Wachstumsgesetz, das die wirtschaftspolitischen Ziele vorgab und auch als Mittel der Wahl zur Erreichung aller Ziele des Magischen Vierecks galt, und die konzertierte Aktion, eine Politik des Konsenses zwischen Gewerkschaften und Arbeitgebern. Ferner sorgte die Große Koalition für die Gleichstellung von Arbeitern und Angestellten bei der Lohnfortzahlung im Krankheitsfall, zudem wurde mit der Finanzreform 1969 die langgeplante Finanzreform verabschiedet. Die Einführung des Mehrheitswahlrechts im Angesicht der NPD-Erfolge scheiterte vor allem am Widerstand der SPD.
Die Notstandsgesetze, die schon früher erwogen worden waren, wurden nun durchgesetzt. Diese Gesetze, als „Notverfassung“ konzipiert, sollten in Ausnahmesituationen wie Katastrophenfällen und Staatsbedrohungen die Machtbefugnisse und Zuständigkeiten des Bundes regeln. Damit einher gingen Einschränkungen der Grundrechte. Durch die Große Koalition war die nötige Zweidrittelmehrheit zur Grundgesetzänderung erreichbar. Gegen die Notstandsgesetze und auch die Große Koalition bildete sich in der Bevölkerung ein breiter Widerstand, da mit Ausnahme der kleinen FDP keine Opposition im Parlament mehr vorhanden war. Es entstand die außerparlamentarische Opposition (APO) mit Massenkundgebungen und Protestmärschen.
Der Vietnamkrieg, der Bildungsnotstand, das Schweigen zur NS-Vergangenheit und eine Scheinmoral in der Gesellschaft führten, hauptsächlich in der Studentenschaft, zu einer Bewegung, die die Gesellschaft verändern wollte. Ein Auslöser war die Erschießung des Studenten Benno Ohnesorg durch den Polizisten Karl-Heinz Kurras bei der Demonstration am 2. Juni 1967 in West-Berlin anlässlich des Besuchs des persischen Schahs. In der Folgezeit zog die Protestbewegung immer weitere Kreise und erlebte mit dem Attentat auf Rudi Dutschke im April 1968 in Berlin ihren Höhepunkt. In der Folge kam es zu massiven Ausschreitungen, besonders vor dem Gebäude des Axel Springer Verlages im Westteil Berlins, da dessen Zeitungen die Studenten in polemischer Weise kritisiert hatten.
Durch innerparteiliche Querelen verlor Kiesinger an Ansehen, wohingegen Vizekanzler und Außenminister Willy Brandt durch seine Politik und sein Auftreten an Profil gewann. Bei der Bundespräsidentenwahl im März 1969 gewann der gemeinsame Kandidat der SPD und FDP, Gustav Heinemann. Dieser Schritt war ein Vorgriff auf eine mögliche Regierungsverantwortung der beiden Parteien. Änderungen in der Zusammensetzung der Länderparlamente, welche die Hälfte der Mitglieder der den Bundespräsidenten wählenden Bundesversammlung entsenden, hatte ein solches Abstimmungsergebnis jedoch erst ermöglicht.
Durch die Große Strafrechtsreform wurde das deutsche Strafrecht im Hinblick auf die mögliche Resozialisierung von Straftätern verändert, die Strafbarkeit des Ehebruchs abgeschafft und die Strafbarkeit von Gotteslästerung (siehe Beschimpfung von Bekenntnissen, Religionsgesellschaften und Weltanschauungsvereinigungen) und Homosexualität (siehe § 175) eingeschränkt.
Aus der Bundestagswahl im September 1969 ging die CDU als stärkste Fraktion hervor, aber SPD und FDP hatten zusammen die „Kanzlermehrheit“ und bildeten die Regierung. Die Union ging zum ersten Mal in die Opposition. Brandt wurde Bundeskanzler, der FDP-Politiker Walter Scheel neuer Außenminister und Vizekanzler.

## Sozialliberale Koalition (1969–1982)

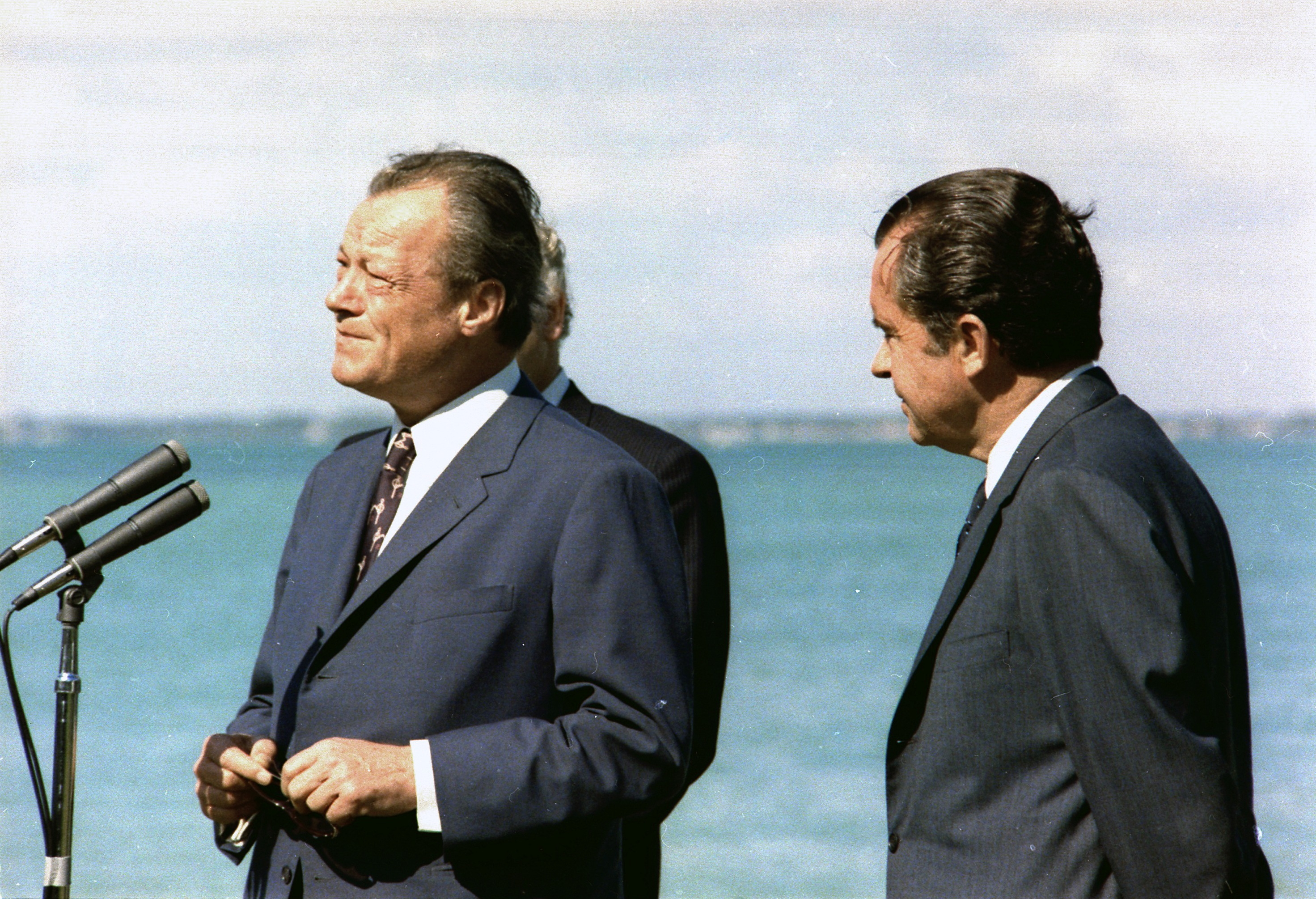
Willy Brandt und Richard Nixon, 1971

In der Innenpolitik wurden zahlreiche Reformvorhaben unter dem Motto „Mehr Demokratie wagen“ umgesetzt: Das Ehe- und Familienrecht wurde im Sinne der Gleichberechtigung und Vereinfachung der Ehescheidung reformiert, und das Sexualstrafrecht liberalisiert. Das Pornographieverbot wurde gelockert, der § 175 StGB auf Handlungen über 18- mit unter 18-jährigen beschränkt und die Strafbarkeit der Kuppelei stark eingeschränkt. Nach heftigen Debatten wurde der § 218 StGB zu einer weitreichenden Indikationsregelung bei der Abtreibung modifiziert. Das Volljährigkeitsalter wurde von 21 auf 18 Jahre heruntergesetzt. Neu hinzu kamen Delikte der Umwelt- und Wirtschaftskriminalität. Allgemein zeichnete sich die Tendenz zur Liberalisierung der Innenpolitik ab. Im Zuge des aufkommenden RAF-Terrorismus gab es gegen Ende der 1970er-Jahre aber auch teilweise Verschärfungen wie z. B. die Rasterfahndung und die darauf folgende Vereinheitlichung der Meldegesetze durch das Melderechtsrahmengesetz.
Die Bildungsausgaben der öffentlichen Haushalte wurden enorm ausgeweitet. Mit Hilfe des 1971 eingeführten BAföG sollten finanziell Schwache bei Ausbildung und Studium unterstützt werden. Eine umfassende Bildungsreform scheiterte aber am Widerstand der CDU gegen die Gesamtschule und an der Kulturhoheit der Länder. Lediglich die gymnasiale Oberstufe wurde reformiert, indem Grund- und Leistungskurse angeboten wurden und mit Punkten zwischen 0 und 15 statt wie bisher mit Zensuren benotet wurde. Auch die Lehrpläne wurden auf neue Inhalte umgestellt. Zahlreiche neue Fachhochschulen und die Berufsakademien als akademische Ausbildungstypen entstanden. Seit 1972 wird in einigen Studienfächern ein Numerus clausus vorausgesetzt, um die Studentenanzahl zu begrenzen.
Die neue Regierung hatte hierbei Schwierigkeiten, ihre Vorhaben durchzusetzen. Einerseits behinderte sie der Bundesrat, wo die CDU in den Länderparlamenten die Mehrheit hatte, andererseits mussten aufgrund der konservativen Haltung des Bundesverfassungsgerichts mehrere Reformen nachgebessert werden.
Zu den Ostblockstaaten schlug Willy Brandt Wege der Annäherung und Versöhnung ein und versuchte durch die sogenannten Ostverträge, unter dem Motto „Wandel durch Annäherung“ eine Normalisierung der Beziehungen zu erreichen. Bei einer Kranzniederlegung am Denkmal für die Opfer des Aufstandes im Warschauer Ghetto kniete Brandt nieder, um der Toten zu gedenken. Das Bild des „Kniefalls von Warschau“ ging um die Welt. Die Hallstein-Doktrin wurde schon ab Ende der 1960er-Jahre schrittweise aufgegeben, und es kam zu einer Annäherung der beiden deutschen Staaten. Im März 1970 trafen sich Bundeskanzler Brandt und der Ministerpräsident der DDR, Willi Stoph, zum ersten deutsch-deutschen Gipfeltreffen in Erfurt und anschließend im Mai in Kassel. In der Folgezeit unterzeichneten die Bundesrepublik, die DDR und die Siegermächte Verträge, um die Beziehungen der beiden deutschen Staaten zu normalisieren. Am 18. September 1973 wurden Bundesrepublik und DDR in die UNO aufgenommen.
Die Opposition im Deutschen Bundestag fand sowohl in dieser Frage als auch zum Grundlagenvertrag mit der DDR zu keiner geschlossenen Haltung, was schließlich zum Rücktritt des Unions-Fraktionschefs Rainer Barzel führte. Die neue Ostpolitik der Ära Brandt rief nach wie vor heftige Widerstände seitens der Opposition hervor, die von einem Ausverkauf deutscher Interessen sprach. Nur mit Mühe wurden die Ostverträge im Bundestag ratifiziert.
Zwischen dem 26. August und dem 11. September 1972 fanden die XX. Olympischen Sommerspiele in München statt, die von den Morden beim Münchner Olympia-Attentat durch palästinensische Terroristen der Organisation Schwarzer September auf das Olympische Dorf überschattet wurden. Israelische Sportler wurden als Geiseln genommen, bei deren versuchter Befreiung insgesamt 17 Personen starben. Als Folge der Ereignisse wurde die GSG 9 als besondere Eingreiftruppe des Bundesgrenzschutzes gegründet.
Im Oktober 1973 traf die Ölkrise die Bundesrepublik hart. Als Reaktion auf den verlorenen Jom-Kippur-Krieg mit Israel verhängten die im Förderkartell der OPEC zusammengeschlossenen Staaten ein Ölembargo gegen die Staaten, die ihrer Ansicht nach Israel unterstützten. Damals lag der Anteil der Erdölförderung der OPEC-Staaten weit höher als heute, so dass es zu drastischen Preissteigerungen bei Erdöl kam. Zur Vermeidung von Versorgungsengpässen wurde eine Beschränkung der Abgabemenge an Tankstellen von 20 Litern pro Tankvorgang und an vier Sonntagen im November und Dezember 1973 ein Wochenendfahrverbot verhängt. Mit der Ölkrise begann eine langanhaltende Rezession in der Bundesrepublik. 1974 wurde das Bundes-Immissionsschutzgesetz erlassen. Bei der Fußball-Weltmeisterschaft 1974 im eigenen Land wurde Westdeutschland Weltmeister, obwohl man in der Vorrunde gegen die Mannschaft der DDR verloren hatte.
Nachdem wegen Kritik an der Ostpolitik einzelne Abgeordnete die Regierungskoalition verlassen hatten, kam es im April 1972 zu einem konstruktiven Misstrauensvotum im Bundestag, wobei der CDU-Vorsitzende Barzel zum Kanzler gewählt werden sollte. Dieses scheiterte, da die notwendige Stimmenzahl nicht erreicht wurde. Da aber nicht klar war, ob die Regierung sich noch auf eine Mehrheit im Parlament stützen konnte, und um den Weg für Neuwahlen frei zu machen, ließ die SPD/FDP-Koalition eine Vertrauensfrage der Bundesregierung scheitern. Bei den Bundestagswahlen im November 1972 wurde die SPD erstmals und bisher einmalig stärkste Fraktion, was die Koalition stärkte. Im Juni 1973 gab der ehemalige CDU-Bundestagsabgeordnete Julius Steiner an, beim Misstrauensvotum bestochen worden zu sein. Der Bundestag richtete einen Untersuchungsausschuss zur Steiner-Wienand-Affäre ein, dieser blieb aber ergebnislos. Im April 1974 wurde der Bundeskanzleramtsmitarbeiter Günter Guillaume als DDR-Spion enttarnt. Willy Brandt trat daraufhin am 6. Mai wegen angeblicher Erpressbarkeit durch die „Guillaume-Affäre“ zurück. Finanzminister Helmut Schmidt wurde sein Nachfolger als Bundeskanzler. Der bisherige Bundesaußenminister Walter Scheel wurde als Nachfolger von Gustav Heinemann, der nicht wieder antrat, zum Bundespräsidenten gewählt.
Im Zuge der außerparlamentarischen Opposition entstanden auch zwei linksextremistische terroristische Gruppen: die Bewegung 2. Juni und die Rote Armee Fraktion (RAF). Primär begründet mit der Bekämpfung der RAF erging im Januar 1972 der umstrittene Radikalenerlass, ein Berufsverbot für Beamte mit extremistischen Denkweisen im Staatsdienst, das jedoch vielfach missbräuchlich verwendet wurde, indem bereits Mitgliedschaft in Organisationen als ausreichender Beleg gewertet wurde. Die Terrorwelle der RAF erreichte 1977 im sogenannten „Deutschen Herbst“ ihren Höhepunkt. Nach Ermordung von Siegfried Buback und Jürgen Ponto entführten Mitglieder der RAF am 5. September den Arbeitgeberpräsidenten Hanns Martin Schleyer. Um ihren Forderungen Nachdruck zu verleihen, kaperten verbündete palästinensische Terroristen am 14. Oktober die Lufthansamaschine „Landshut“. Die Bundesregierung ging jedoch nicht auf die Erpressung ein, sondern ließ die „Landshut“ von GSG-9-Beamten auf dem Flughafen Mogadischus stürmen, wobei sämtliche Passagiere befreit wurden. Kurz darauf wurde Schleyer von der RAF ermordet und die inhaftierten Linksterroristen nahmen sich im Gefängnis Stammheim das Leben.
Am 1. August 1975 wurde in Helsinki die Schlussakte der Konferenz für Sicherheit und Zusammenarbeit in Europa (KSZE) unterzeichnet. Damit unterstrichen die europäischen Staaten ihre verstärkten Verständigungsbemühungen. Diese Schlussakte und die Berufung von Bürgerrechtsgruppen in der DDR auf die dort verbrieften Rechte sollten vor allem die deutsch-deutschen Beziehungen bis zum Wendejahr 1989 nachhaltig prägen. Die Opposition aus CDU/CSU lehnte die Schlussakte wie zuvor schon die Ostverträge ab, vornehmlich unter Verweis auf zu hohe Zugeständnisse an die Ostblockstaaten.
Die Bundestagswahlen 1976 gewann Helmut Schmidt gegen Helmut Kohl, 1980 gegen Franz Josef Strauß. 1979 wurde der CDU-Kandidat Karl Carstens zum Bundespräsidenten gewählt. Schmidt setzte auch angesichts der sich wieder verhärtenden Fronten im Ost-West-Konflikt durch den sowjetischen Einmarsch in Afghanistan und die Unruhen in Polen die deutsch-deutschen Annäherungsbemühungen fort. Im Dezember 1981 kam er zu einem Besuch in die DDR. Während der Gespräche im mecklenburgischen Güstrow bei Teterow war die Stadt von der NVA abgeriegelt, um Sympathiekundgebungen gegenüber dem Bundeskanzler wie beim Besuch in Erfurt von Willy Brandt 1970 zu verhindern.
Nach dem NATO-Doppelbeschluss im Dezember 1979 über atomare Mittelstreckenraketen in Europa kam es zu einem Anwachsen der Friedensbewegung. Zunehmend wurde der Doppelbeschluss in der SPD abgelehnt, Schmidt hielt aber daran fest. Diese widersprüchlichen Positionen und die wachsende Arbeitslosigkeit und Staatsverschuldung führten zu einer Entfremdung der Koalitionspartner. Am 17. September 1982 zerbrach die Koalition und die SPD stellte ein eigenes Kabinett auf. Am 1. Oktober stürzte der Bundestag Helmut Schmidt durch die Wahl Kohls im Rahmen der Bonner Wende: Es kam zum Wechsel der Regierungsmacht an die konservativ-liberale Koalition.

## Gesellschaft der 1970er- und 1980er-Jahre
Mit der 68er-Bewegung ging ein neuer Lebensstil einher. In den Medien war besonders die Sexuelle Revolution, ermöglicht durch die Antibabypille, von nachhaltiger Wirkung. Die sich anbahnende Frauenbewegung stieß nicht auf uneingeschränkte Zustimmung bei den Wortführern der 68er-Bewegung. Ein bekanntes Beispiel für den Versuch den neuen Lebensstil nicht nur theoretisch zu meistern war die Kommune I. Der damals ebenfalls propagierte Marsch durch die Institutionen führte Jahrzehnte später zu einer Generation, die Schlüsselpositionen in der deutschen Politik, in der Presse und im Beamtenapparat errungen hatte.
Die Beatles lösten eine Hysterie unter den Jugendlichen aus. Aber auch andere Bands wie The Rolling Stones, The Doors und Janis Joplin feierten Erfolge. Es war die Zeit der Hippies, Flower-Power-Mädchen, des Drogenkonsums und der freien Liebe. Als in den 1980er-Jahren die Immunschwäche AIDS erstmals auftauchte, löste sie landesweit und über die vermeintlichen Zielgruppen hinweg große Besorgnis aus.
Die Auseinandersetzung mit dem Terrorismus der RAF führte zum Radikalenerlass. Ende der 1970er-Jahre wurde ständig zu seiner Verschärfung und zur Verfolgung der „Sympathisanten“ aufgerufen. In dem Kurzroman Die verlorene Ehre der Katharina Blum klagte Heinrich Böll die Regenbogenpresse, vor allem aber die Bild-Zeitung, wegen Rufmord und Verletzung der Menschenrechte an. Bölls Buch wurde sogleich von Volker Schlöndorff und Margarethe von Trotta verfilmt. Die mehrteilige Fernsehserie Holocaust – Die Geschichte der Familie Weiß, die im Januar 1979 im deutschen Fernsehen ausgestrahlt wurde, entfachte eine erneute Debatte über die NS-Vergangenheit. Ein Gesetzesantrag im Bundestag hatte die Begrenzung der Strafbarkeit von Verbrechen während der Zeit des Nationalsozialismus zum Ziel. Mit Karl Carstens stand die Wahl eines betont Konservativen und ehemaligen NSDAP-Mitglieds zum Bundespräsidenten bevor. Seine NSDAP-Mitgliedschaft wurde von Claus Peymann, dem Direktor des Stuttgarter Staatstheaters, durch die Aufführung von Thomas Bernhards Stück Vor dem Ruhestand thematisiert. Der baden-württembergische Ministerpräsident Hans Filbinger erzwang Peymanns Entlassung, musste aber selbst noch vor Peymann sein Amt verlassen. Rolf Hochhuth hatte ein neues Stück angekündigt, in dem die Todesurteile thematisiert wurden, die Filbinger als Marinerichter noch in den letzten Tagen des Zweiten Weltkriegs gegen deutsche Soldaten verhängt hatte.
Vor allem der sowjetische Einmarsch in Afghanistan, die Solidarność in Polen und der NATO-Doppelbeschluss ließen eine noch nie dagewesene Friedensbewegung mit zahlreichen Massendemonstrationen entstehen. Auch die Sorge um die Umwelt wurde immer mehr zu einem Thema. Neben der Friedensbewegung entwickelte sich eine Umweltbewegung, die die Umweltpolitik stärker zur Geltung bringen wollte. Aus dieser Bewegung entstand die Partei Die Grünen, die 1983 erstmals in den Bundestag einzog und sich seitdem im politischen System etablieren konnte. Insbesondere die Kernenergie wurde nach der Katastrophe von Tschernobyl 1986 in Teilen der Bevölkerung negativ gesehen und alternative Energiequellen werden seitdem gefordert und gefördert. Gegen atomare Wiederaufarbeitungsanlagen und Endlager regte sich Widerstand: Das Zwischenlager Gorleben geriet immer wieder bei Atommülltransporten in die Schlagzeilen. 1984 erzwangen die Gewerkschaften die Einführung der 38,5-Stunden-Woche als Kompromiss zu ihrer Forderung der 35-Stunden-Woche. In den letzten Jahren der alten Bundesrepublik wurde deutlich, dass zahlreiche Bereiche reformiert werden mussten, aber wenig getan wurde. Der Reformstau wurde von der Opposition zum Markenzeichen der Regierung stilisiert und die Arbeitslosigkeit wurde für viele zum Menetekel.
Bis Anfang der 1980er-Jahre konnten mit der Neuen Deutschen Welle deutschsprachige Lieder der Punk- und New-Wave-Musik Erfolge bei den Teens feiern. Nachdem die rechtlichen Voraussetzungen geschaffen waren, gingen am 1. und 2. Januar 1984 die ersten Privatfernsehkanäle auf Sendung. RTL und PKS, Vorläufer von Sat.1, entstanden. Im Mai 1987 entstand Eureka TV, Vorläufer von ProSieben.

## Regierung Kohl (1982 bis 1998)
Helmut Kohl, der im Oktober 1982 durch das bislang einzige erfolgreiche konstruktive Misstrauensvotum zum Bundeskanzler gewählt worden war, wollte diesen Regierungswechsel durch eine Neuwahl bestätigen. Deshalb versagte ihm der Bundestag nach Absprache in verfassungsrechtlich umstrittener Weise das Vertrauen; es wurden Neuwahlen ausgeschrieben. Die Bundestagswahl im März 1983 gewann die CDU; erstmals zogen auch die Grünen als politische Kraft in den Bundestag ein. 1984 erschütterte der Flick-Parteispendenskandal die Politik. Am 23. Mai 1984 wurde Richard von Weizsäcker zum Bundespräsidenten gewählt. Er genoss hohes Ansehen, auch durch seine Rede zum 40. Jahrestag des Kriegsendes. 
Der bayerische Ministerpräsident Franz Josef Strauß verhandelte ab dem 5. März 1983 mit dem DDR-Devisenbeschaffer Schalck-Golodkowski; anschließend informierte Strauß Kohl und Schalck-Golodkowski den DDR-Machthaber Honecker. 
Die Bundesrepublik bürgte für einen Kredit in Höhe von 1 Milliarde D-Mark an die DDR. Die DDR verpfändete als Sicherheit ihre Deviseneinnahmen aus der Transitpauschale. Ein Bankenkonsortium unter Federführung der Bayerischen Landesbank zahlte den Kredit aus. Dies wurde am 29. Juni 1983 öffentlich bekannt. Der Kredit verzögerte den Verfall der DDR. Die DDR baute bald darauf die Selbstschussanlagen an der innerdeutschen Grenze ab und erleichterte Grenzverkehr und Familienzusammenführungen. Allerdings nahm der Häftlingsfreikauf 1984 und 1985 zu. 
Der Reaktorunfall in Tschernobyl im April 1986 erschütterte auch die Bundesrepublik; am 6. Juni 1986 wurde das Bundesministerium für Umwelt, Naturschutz und Reaktorsicherheit gegründet. Die CDU/CSU gewann die Bundestagswahl am 25. Januar 1987. Im September 1987 kam mit Erich Honecker das erste DDR-Staatsoberhaupt zu einem Staatsbesuch in die Bundesrepublik. 
Kurz vor der Landtagswahl in Schleswig-Holstein am 13. September 1987 wurde bekannt, dass der CDU-Ministerpräsident Uwe Barschel den SPD-Spitzenkandidaten Björn Engholm hatte bespitzeln lassen. Dies sorgte bundesweit für Aufsehen; die CDU erhielt bei der Wahl 42,6 % der Stimmen (minus 6,4 Prozentpunkte). Wenige Wochen später starb Barschel in Genf; die Umstände seines Todes sind bis heute ungeklärt.
Die Bundesregierung erneuerte ihre engen politischen Beziehungen mit dem französischen Staatspräsidenten François Mitterrand durch das Schengener Abkommen 1985, durch langjährige Vorarbeiten zur Gründung des Fernsehsenders ARTE und durch die Gründung des Eurokorps (1993).
Die zweite Hälfte der 1980er-Jahre war von einer Entspannungspolitik der Supermächte gekennzeichnet, die in erster Linie eine Folge der Perestroika-Politik (Umgestaltungspolitik) des sowjetischen Präsidenten Michail Gorbatschow war, der die Bundesrepublik im Juni 1989 besuchte.
Mit dem Poststrukturgesetz wurde die Deutsche Bundespost aufgespalten in die drei öffentlichen Unternehmen: Deutsche Bundespost Postdienst, Deutsche Bundespost Postbank und Deutsche Bundespost Telekom.
Bundespräsident Weizsäcker wurde 1989 wiedergewählt. Am 9. November 1989 fiel die Berliner Mauer.
Kohl, Bundesaußenminister Hans-Dietrich Genscher und DDR-Ministerpräsident Lothar de Maizière erreichten in den sogenannten Zwei-plus-Vier-Gesprächen die Zustimmung der Vier Mächte zur Wiedervereinigung Deutschlands 1990. Nach der Bundestagswahl am 2. Dezember 1990 wählte der Bundestag Kohl am 17. Januar 1991 zum vierten Mal zum Bundeskanzler.

## Deutsche Einheit 1990

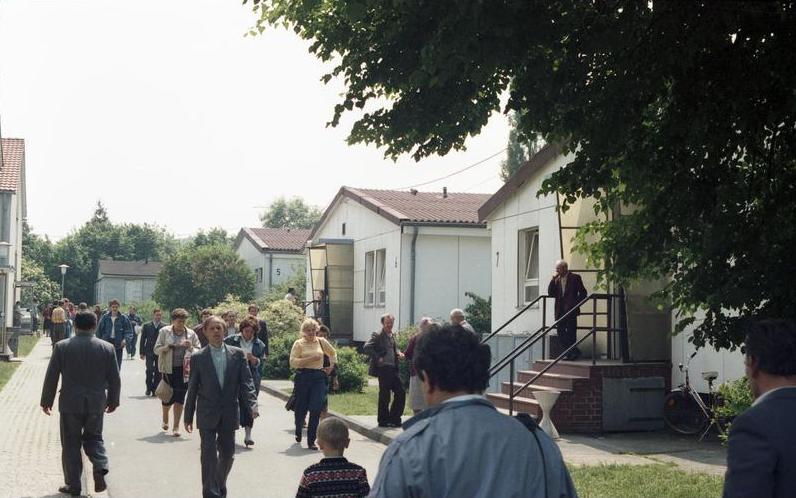
Bereits in den 1980er-Jahren füllten sich die Auffanglager der Bundesrepublik spürbar mit Aussiedlern und DDR-Bürgern.

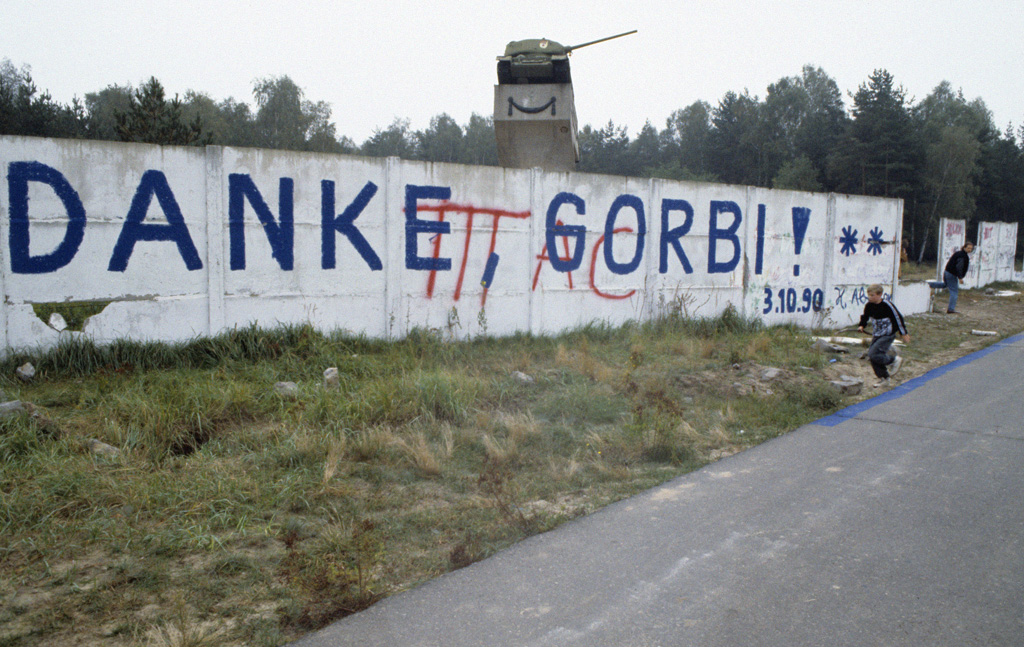
Oktober 1990 in Berlin

Nachdem Gorbatschow Generalsekretär der KPdSU geworden war, entspannte sich das Verhältnis der Supermächte zueinander. Seine Reformprogramme Perestroika (Umstrukturierung) und Glasnost (Transparenz) ab 1985 waren ein wesentlicher Anstoß für die spätere Wende und friedliche Revolution in der DDR. DDR-Bürger forderten vehement eine Angleichung des politischen Kurses auf den der UdSSR, die schon vorher als „Mutterland“ des Kommunismus eine Vorreiterrolle innehatte. Doch die „alten Männer“ wie z. B. Honecker weigerten sich diesen Kurs zu fahren. Gorbatschow machte auch deutlich, dass die UdSSR nicht mehr in andere Staaten eingreifen werde, wie noch im Jahr 1953, als die Rote Armee einen Volksaufstand in der DDR blutig niederschlug. Dies war ein weiterer Grund für DDR-Bürger, auf die Straße zu gehen, um in Massendemonstrationen für eine Wiedervereinigung Deutschlands zu demonstrieren. Bei einem Staatsbesuch Gorbatschows sagte dieser, laut der Live-Übersetzung eines Dolmetschers, in die laufenden Kameras von Journalisten:

„Ich glaube, Gefahren warten nur auf jene, die nicht auf das Leben reagieren. Und wer die vom Leben ausgehenden Impulse – die von der Gesellschaft ausgehenden Impulse aufgreift und dementsprechend seine Politik gestaltet, der dürfte keine Schwierigkeiten haben, das ist eine normale Erscheinung.“

Dies wurde später häufig wiedergegeben als „Wer zu spät kommt, den bestraft das Leben“, eine Formulierung, die in Wahrheit auf Gennadi Iwanowitsch Gerassimow zurückgeht.
Seit 1988 zeigten sich im Ostblock Auflösungserscheinungen. So ließen sich etwa in der Volksrepublik Polen die Bemühungen der Solidarność um gewerkschaftliche Freiheiten, die bereits seit Anfang der 1980er-Jahre bestanden, nicht länger unterdrücken, auch andere der bisher mit Gewalt im Warschauer Pakt zusammengehaltenen Völker strebten nach Freiheit. Als die Volksrepublik Ungarn die Grenzanlagen zu Österreich abbaute, flohen DDR-Bürger über diese Staaten in die Bundesrepublik. Beim Paneuropäischen Picknick am 19. August 1989 kam es dann zur ersten großen Massenflucht von DDR-Bürgern über den Eisernen Vorhang. Mit einer Besetzung der bundesdeutschen Botschaft in Budapest versuchten sie ihre Ausreise in die Bundesrepublik zu erzwingen. Diesem Druck gab die DDR-Regierung am 23. August nach, wodurch sich ähnliche Ereignisse in den folgenden Wochen in den Botschaften der Bundesrepublik in Warschau, Prag und der Ständigen Vertretung in Ost-Berlin abspielten. Nachdem die Tschechoslowakei im September ihre Grenzen geöffnet hatte, kam es zu einem regelrechten Flüchtlingsstrom in die Bundesrepublik. Das Politbüro reagierte am 9. November 1989 mit der Öffnung der Berliner Mauer und der Öffnung der innerdeutschen Grenze; wobei die Form der Öffnung einem Missverständnis in der regierungsinternen Kommunikation entsprang, als Politbüromitglied Günter Schabowski auf der Pressekonferenz des ZK der SED im Internationalen Pressezentrum die neue Reiseregelung vorstellte.
Anfang 1990 begannen Gespräche zwischen der Bundesregierung und der DDR-Regierung über eine deutsche Einheit. Im Februar folgten Gespräche zwischen Kohl und Gorbatschow, die am 16. Juli im Kaukasus gipfelten. Am 18. Mai wurde der Vertrag zur Währungs-, Wirtschafts- und Sozialunion unterzeichnet, der am 1. Juli in Kraft trat. Beide deutschen Parlamente beschlossen am 23. August das Datum der Vereinigung. Die Vier Mächte stimmten im September mit dem Zwei-plus-Vier-Vertrag der Entstehung eines vereinten Deutschlands zu, lösten sämtliche noch bestehenden alliierten Einrichtungen auf und entließen Deutschland in die volle Souveränität. Am 3. Oktober 1990 erfolgte der Beitritt der Deutschen Demokratischen Republik zur (nunmehr „erweiterten“) Bundesrepublik Deutschland und damit die deutsche Einheit. Die fünf neuen deutschen Länder wurden dem Bund eingegliedert, zugleich Ost- und West-Berlin zu einem einheitlichen Bundesland Berlin vereint.

## Begrifflichkeiten „Bonner“, „Berliner“ und die „zweite deutsche Republik“
Die Bezeichnung des westdeutschen Teilstaates von 1949 bis 1990 als Bonner Republik als Analogie zur „Weimarer Republik“ geht auf Fritz René Allemanns Buch Bonn ist nicht Weimar aus dem Jahr 1956 zurück. Nach 1990 entstand der Begriff Berliner Republik für die je nach Sichtweise ab 1990 (Wiedervereinigung), 1991 (Hauptstadtbeschluss) oder 1999 (Regierungsumzug) folgende geschichtliche Phase. Als Begründung wurde angegeben, dass es sich gleichwohl „seit der Weimarer Zeit […] in Deutschland eingebürgert [hat], die demokratisch verfassten Republiken jeweils mit dem Namen der Stadt zu bezeichnen, in der Regierung und Parlament ihren Sitz haben“.
Vor der deutschen Wiedervereinigung war auch der Begriff „zweite Republik“ gelegentlich zu lesen. Mit der „ersten Republik“ ist wiederum die Weimarer Republik gemeint. Zuweilen wird auch von der „alten Bundesrepublik“ in Abgrenzung zur „Berliner Republik“ ab 1990 gesprochen. Für das Gebiet des ehemaligen ostdeutschen Teilstaates war hingegen zunächst der Begriff neue Länder üblich, seit dem 21. Jahrhundert spricht man überwiegend von Ostdeutschland.